# 武力攻撃事態等における国民の保護のための措置に関する法律
武力攻撃事態等における国民の保護のための措置に関する法律（ぶりょくこうげきじたいとうにおけるこくみんのほごのためのそちにかんするほうりつ、平成16年6月18日法律第112号）は、有事法制の一環として、武力攻撃等を受けた際に国民の生命・財産を保護することに関する日本の法律である。国民保護法と略される。
法令番号は平成16年法律第112号、2004年（平成16年）6月18日に公布された。

## 概要
2003年に始まった有事法制立法の一環として、武力攻撃事態対処関連3法に引き続き、第二段階として事態処理法制、あるいは国民保護法制の名で成立した一連の有事法制の中で、有事法制が最大の目的とする武力攻撃やテロなどの恣意的かつ悪意による災害から国民を保護する基本的な法整備を担う主要な役割を果たす法律である。当該法律内ではそうした表現は用いられていないが、この法律はいわば有事における民間防衛を規定するものである。ジュネーブ民間防衛条約と通称されるジュネーヴ諸条約の追加議定書（第一追加議定書および第二追加議定書）を批准し、諸外国における民間防衛のシステムを参考にしている。
この法律は、日本が武力攻撃を受けたときや大規模テロにさらされたとき（後者は武力攻撃事態に準ずる扱いとして緊急対処事態という）、国民の生命・財産を守る方法を定めた法律である。主に国と地方公共団体の役割を規定している。武力攻撃事態や緊急対処事態などに際して住民の避難・救援に必要な場合、一定の範囲で私権を制限すること（例えば、私有地の一時的な提供、医薬品や食料の保管指示、交通規制などに従わなかった場合などに罰則が科されることがある）を容認し、住民に対する避難指示や救援活動は都道府県中心で行うこととされている。国の役割は、国民保護のための方針を定め、警報を発令し、避難措置を指示する。

さらに自然災害と有事に対する包括的な法的枠組み整備に向けて2005年の国会において緊急事態基本法の法案審議が開始されたが、憲法改正との兼ね合いにより、成立には至っていない。